# Ordre des psychologues du Québec
L’Ordre des psychologues du Québec est un ordre professionnel qui regroupe les psychologues du Québec. Il compte près de 8 450 membres qui œuvrent dans différents milieux.
Au Québec, le titre de psychologue est protégé, ce qui veut dire que seuls les membres de l’ordre, inscrits au Tableau des membres, sont autorisés à le porter. De cette façon, le public est assuré que les membres pratiquent la psychologie en respectant le Code de déontologie et le cadre réglementaire de l'Ordre. Le siège social de l'Ordre est situé à Ville Mont-Royal sur l'île de Montréal

## Mission
La principale mission de l’Ordre des psychologues du Québec est la protection du public. Pour ce faire, l’Ordre :
- s'assure de la qualité des services offerts par les membres ;
- favorise le développement de la profession ;
- défend l'accessibilité aux services psychologiques.

## Prix remis par l'Ordre
Tous les deux ans, à l'occasion de son congrès, l’Ordre remet des prix  :
- Prix Noël-Mailloux
- Prix professionnel
- Prix mérite du Conseil interprofessionnel du Québec
- Prix de la santé et du bien-être psychologique

## Anciens prix remis par l'Ordre
- Prix Gérard-L. Barbeau
- Prix de la recherche en déficience intellectuelle.